# Salomon Brothers

Das ehemalige Logo

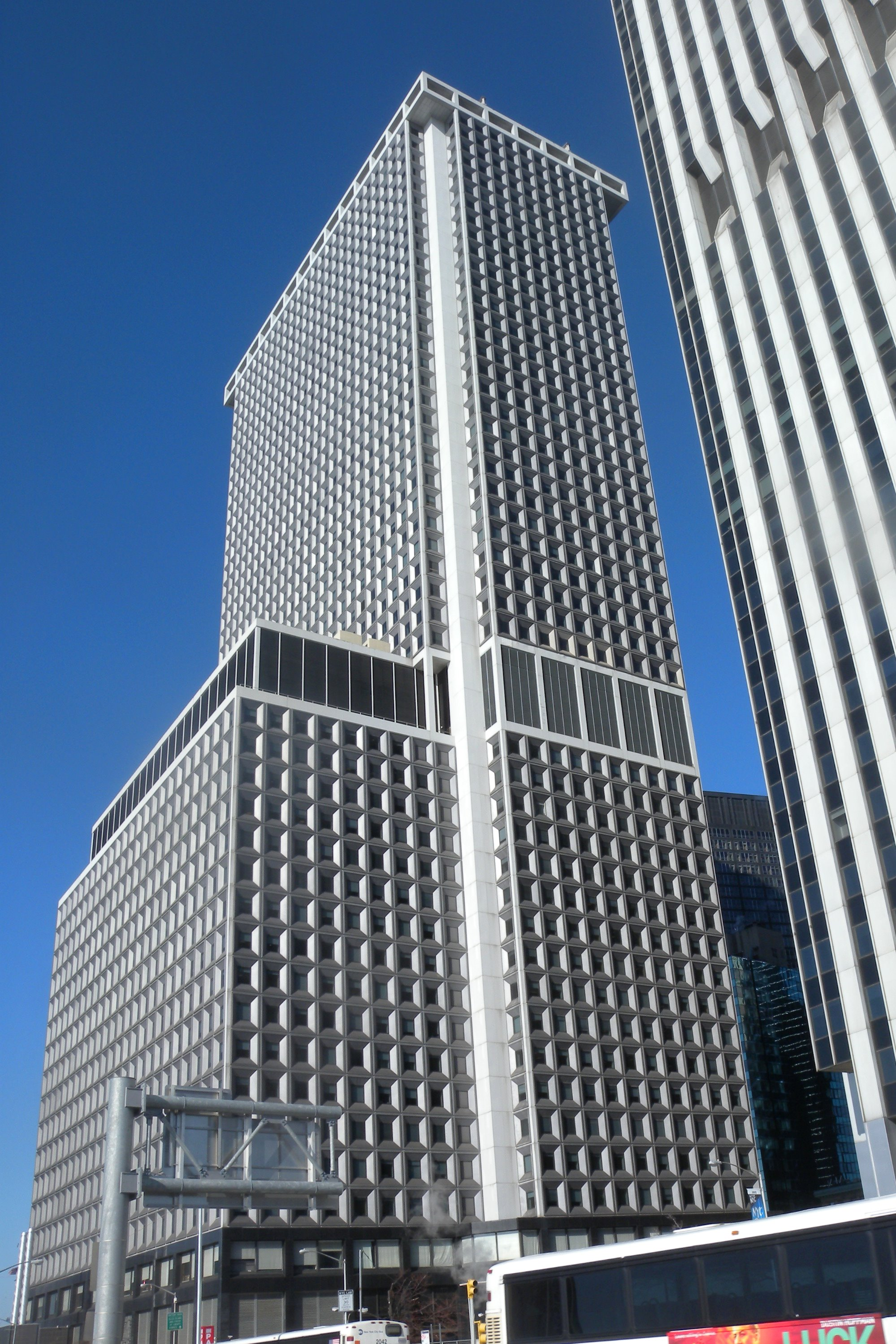
One New York Plaza: der ehemalige Hauptsitz der Investmentbank

Salomon Brothers war eine U.S.-amerikanische Investmentbank, die 1998 von der Travelers Group, der heutigen Citigroup, gekauft wurde.

## Geschichte
Salomon Brothers wurde 1910 von Arthur, Herbert und Percy Salomon gegründet und war neben der Wall Street ansässig. In den 1970er Jahren war Salomon Brothers eine der weltgrößten Investmentbanken. In den 1980er Jahren entwickelte die Bank die ersten mit Immobilien besicherten Anleihen (mortgage-backed securities) und führte diese in den Handel ein, worauf sie große wirtschaftliche Erfolge hatte. Diese Anleihen standen auch im Mittelpunkt der Finanzkrise ab 2007.
Später verlagerte sich das Geschäft des Unternehmens hin zum Eigenhandel.
Zu Beginn der 1990er Jahre war Salomon Brothers der Hauptbeschuldigte im Skandal um die Marktmanipulation für US-Regierungsanleihen. Trotz vehementer Aufklärungsarbeit des in der Not in die Geschäftsführung berufenen Warren Buffett, folgte letztlich eine Strafe von rund 290 Mio. Dollar, die Salomon derart schwächte, dass das Geldhaus vom Finanzkonzern Travelers geschluckt wurde. Travelers wiederum fusionierte später mit der Citigroup.

## Sonstiges
- Michael Bloomberg arbeitete direkt nach seinem Studium zunächst bei Salomon Brothers.